# JAC S5

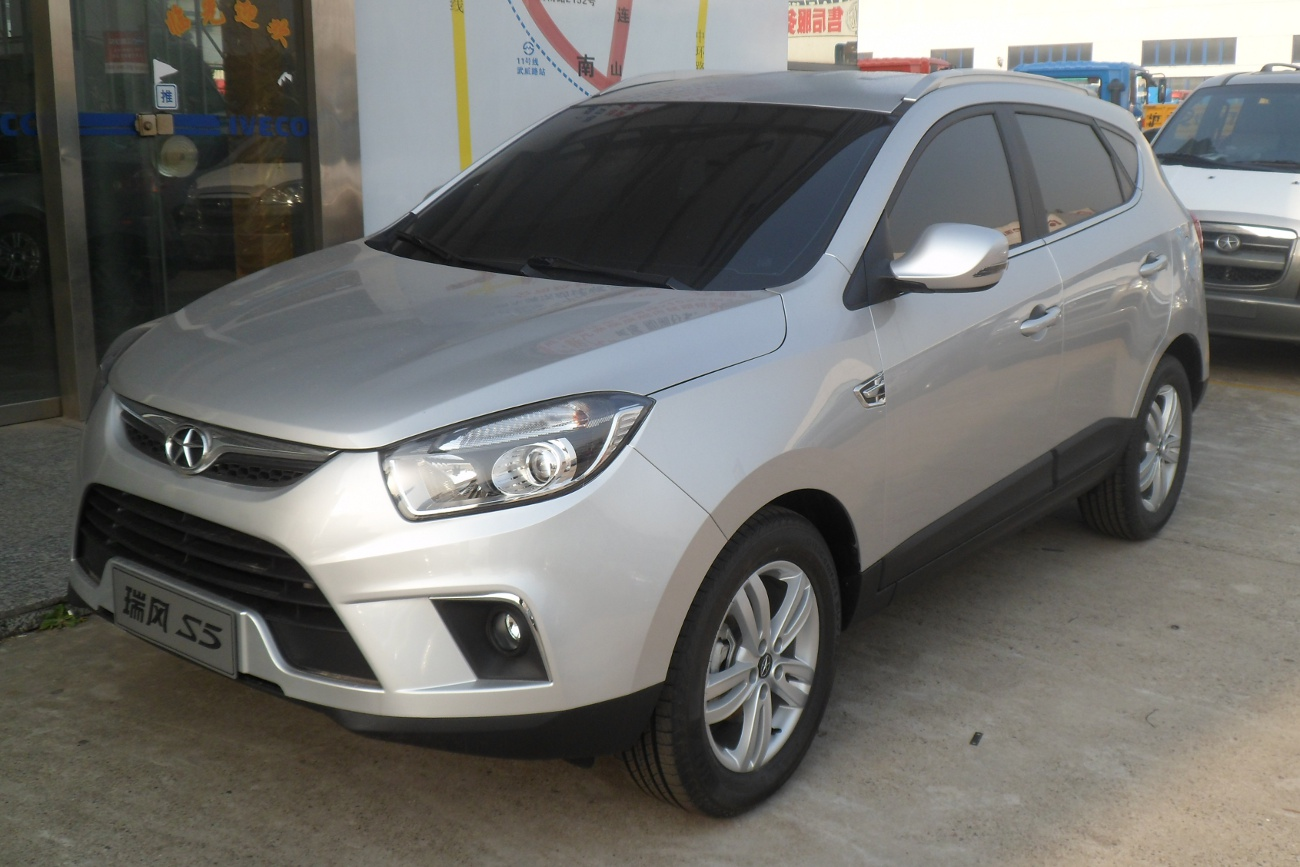
JAC Ruifeng S5

JAC S5 (Джак С5) - передньопривідний позашляховик китайської компанії JAC. Дебют автомобіля відбувся на автосалоні в Гуанчжоу в 2012 році.
Під капотом JAC S5 може бути встановлений один з трьох бензинових двигунів. Перший, 2,0-літровий атмосферний агрегат, видає 136 к.с. потужності і 180 Нм крутного моменту при 3000-4500 об/хв. Два других з турбовом агрегатам робочим об'ємом 1,8 і 2,0 літра. Видають такі двигуни 163 і 176 к.с. потужності (235 і 265 Нм) відповідно.
У Китаї та на деяких інших ринках JAC S5 продається під ім'ям Ruifeng S5.

## Двигуни
- 1.5 л I4
- 1.8 л Turbo (163 к.с. 5200 при об/хв, 235 Нм 2000-4000 об/хв)
- 2.0 л I4 (136 к.с. 5200 при об/хв, 180 Нм 3000-4500 об/хв)
- 2.0 л Turbo (176 к.с. 5200 при об/хв, 265 Нм 2000-4000 об/хв)